# Andryes
Andryes ist eine französische Gemeinde mit 445 Einwohnern (Stand: 1. Januar 2022) im Département Yonne in der Region Bourgogne-Franche-Comté. Sie gehört zum Kanton Vincelles im Arrondissement Auxerre. Die Einwohner werden Androgiens genannt.

## Geographie
Andryes liegt etwa 29 Kilometer südsüdwestlich von Auxerre. Umgeben wird Andryes von den Nachbargemeinden sind Courson-les-Carrières im Norden und Nordosten, Surgy im Osten, Oisy im Süden, Billy-sur-Oisy im Süden und Südwesten sowie Druyes-les-Belles-Fontaines im Westen und Nordwesten.

## Bevölkerungsentwicklung
| Jahr                      | 1962 | 1968 | 1975 | 1982 | 1990 | 1999 | 2006 | 2013 |
| Einwohner                 | 482  | 438  | 428  | 391  | 406  | 445  | 480  | 443  |
| Quelle: Cassini und INSEE |      |      |      |      |      |      |      |      |

## Sehenswürdigkeiten

Kirche St. Peter und Paul

- Kirche St. Peter und Paul